# Pustike (Kravarsko)
 Pustike  falu Horvátországban Zágráb megyében. Közigazgatásilag Kravarskóhoz tartozik.

## Fekvése
Zágráb központjától 24 km-re délkeletre, községközpontjától 3 km-re északkeletre a Vukomerići dombok északi részén fekszik.

## Története
A falunak 1857-ben 98, 1910-ben 177 lakosa volt. Trianon előtt Zágráb vármegye Nagygoricai járásához tartozott. 2001-ben a falunak 168 lakosa volt.

## Lakosság
| Lakosság változása | Lakosság változása | Lakosság változása | Lakosság változása | Lakosság változása | Lakosság változása | Lakosság változása | Lakosság változása | Lakosság változása | Lakosság változása | Lakosság változása | Lakosság változása | Lakosság változása | Lakosság változása | Lakosság változása |
| ------------------ | ------------------ | ------------------ | ------------------ | ------------------ | ------------------ | ------------------ | ------------------ | ------------------ | ------------------ | ------------------ | ------------------ | ------------------ | ------------------ | ------------------ |
| 1857               | 1869               | 1880               | 1890               | 1900               | 1910               | 1921               | 1931               | 1948               | 1953               | 1961               | 1971               | 1981               | 1991               | 2001               |
| 98                 | 120                | 129                | 153                | 199                | 177                | 193                | 242                | 217                | 205                | 238                | 191                | 146                | 149                | 168                |

## Külső hivatkozások
Kravarsko község hivatalos oldala